# Noé (Schriftsteller)

Shpendi Sollaku (2007)

Shpendi Sollaku (* 3. April 1957 in Lushnja, Albanien), bekannt unter seinem Künstlernamen Noé, ist ein albanischer Schriftsteller, der in Italien lebt.
Nach dem Studium der albanischen Sprache und Literatur arbeitete er als Lehrer, Journalist und Übersetzer.
Seit 1992 lebt Noé als Asylberechtigter (?) in Italien. Er ist auch als Übersetzer aktiv. Das Werk von Shpendi Sollaku ist in verschiedenen Sprachen erschienen. Noé setzt sich für die Menschenrechte, Emigranten und politische Flüchtlinge ein.

## Werke
Bis heute veröffentlichte Shpendi Sollaku folgende Gedichtbände:
- Mëzat e kaltër (Die blauen Füllen). Tirana 1987 (B.m.) und (B.v.891:983-1)
- Il regno del proibito (Das Reich des Verbotenen). Italien 1995
- Applaudire Caligola (Caligola zum Applaudieren). Italien 1997, ISBN 88-7254-893-4
- Un posto a piedi per Galilea (Ein Platz am Fuß von Galilea). Italien 1999
- La Colombia balcanica (Das balkanische Kolumbien). Italien 1994
- Il secolo breve dei Balcani (Das kurze Jahrhundert des Balkan). Italien 1994
- Abysses-Voragini. USA 2009, ISBN 978-1-4389-6701-1
- Barcodes-Codici a barre. USA 2010, ISBN 978-1-4490-6688-8
- Piramidi in frantumi. Antologia poetica, USA 2011, ISBN 978-1-4634-0303-4[1]
- Es hora de andar Sócrates. Antología Poética, USA 2011, ISBN 978-1-4634-0297-6[2]
- Se réveiller au fond du précipice. Anthologie poétique, USA 2011, ISBN 978-1-4634-0296-9[3]
- Atdheu i tjetrit. Antologji Poetike, USA 2011, ISBN 978-1-4634-0678-3[4]
- Die Grenze des Nebels. Rom 2012, ISBN 978-88-567-5719-4
- Il pero fiorì a dicembre. Rom 2018, ISBN 978-88-9384-510-6
- Filius Hostis ovvero il figlio del nemico, romanzo, Roma 2020, ISBN 979-12-201-0437-1